# Tros del Tardà
El Tros del Tardà és un paratge de camps de conreu del terme municipal de Conca de Dalt, a l'antic terme d'Hortoneda de la Conca, al Pallars Jussà, en territori que havia estat del poble d'Herba-savina.
Està situat al nord-est d'Herba-savina, al sud-est del Planell del Grau i a migdia de la Pista del Grau, a migdia de la Pleta de les Barres i a la dreta de la llau de la Pleta de les Barres.